# Альянс цивилизаций
Альянс цивилизаций — международная организация, создана по инициативе, предложенной премьер-министром Испании Хосе Луисом Родригесом Сапатеро 21 сентября 2004 года на 59-й Генеральной Ассамблее Организации Объединённых Наций и поддержанной премьер-министром Турции Реджепом Тайипом Эрдоганом. Цель инициативы — активизация международных действий против экстремизма посредством налаживания межнационального, межкультурного и межрелигиозного диалога и взаимодействия. Альянс обращает особое внимание на уменьшение трений между западным и исламским мирами.

## Начало
Взаимное недоверие, страх и непонимание между исламским и западным обществами увеличивались с начала нового тысячелетия. Повысившаяся нестабильность сосуществования этих групп людей с разными мировоззрениями используется экстремистами по всему миру. Крайняя форма этого — жестокие акты терроризма. По мнению многих политических лидеров, должны быть предприняты усилия для нахождения общих черт между разными этническими и религиозными группами на основе толерантности, понимания и уважения фундаментальных ценностей и моральных устоев каждой группы. В попытке подавить экстремизм может быть создана всеобщая коалиция для достижения мирного сосуществования различных сообществ во всем мире, и, таким образом, поддержки международной стабильности.

### Предложение
Инициатива «Альянс цивилизаций» (АЦ) была предложена премьер-министром Испании Хосе Луисом Родригесом Сапатеро на 59-й Генеральной Ассамблее ООН 21 сентября 2004 года. Она была поддержана турецким премьер-министром Реджепом Тайипом Эрдоганом. Целью инициативы было создание к концу 2006 г. выполнимых в ограниченные сроки предложений, для их принятия государствами-членами ООН.

### Подготовительная работа
Для выполнения задачи инициативы, Генеральный секретарь ООН Кофи Аннан создал Группу высокого уровня (ГВУ) в составе двадцати видных деятелей политики, образования, гражданского общества, религии и СМИ. Был представлен широкий круг религий и культур. Среди членов были бывший президент Ирана Мохаммад Хатами, ранее предложивший инициативу Диалог между цивилизациями, Нобелевский Лауреат из ЮАР Архиепископ Десмонд Туту, профессор Пань Гуан, который удостоился памятной медали 300 лет Санкт-Петербургу за вклад в развитие российско-китайских отношений, и Артур Шнайер, основатель и президент фонда Призыв совести, награждённый Президентской Медалью Граждан. ГВУ собиралась пять раз между ноябрём 2005 года и ноябрём 2006 года, и подготовила доклад, фокусирующий внимание на отношениях между западным и исламским сообществами.
Первое собрание ГВУ АЦ состоялось в Испании в ноябре 2005 года. Второе собрание было проведено 23-27 февраля 2006 года в столице Катара Дохе, с программой, нацеленной на преодоление «карикатурного» конфликта между западной и исламской цивилизациями. Третье собрание состоялось 28-30 мая 2006 года в Дакаре, столице Сенегала. На заключительном собрании в ноябре 2006 года в Стамбуле члены ГВУ передали Кофи Аннану и премьер-министрам Испании и Турции Хосе Луису Родригесу Сапатеро и Реджепу Тайипу Эрдогану итоговый доклад. Он содержал рекомендации и практические решения по тому, как западный и мусульманский миры могут преодолеть непонимания и недоразумения между ними. Согласно докладу «политика, а не религия, — корень растущего разделения Ислама и Запада», несмотря на то, что большое внимание сосредоточено на религии.

### Доклад ГВУ
Итоговый доклад ГВУ 2006 года был разделён на две части. Первая часть представляла анализ глобальной ситуации и состояния отношений между исламским и западным обществами. Она завершалась перечнем общих политических рекомендаций, показывающих уверенность ГВУ в том, что определённые политические шаги — необходимое условие для каких-либо значительных и долгосрочных улучшений в отношениях между исламским и западным мирами.
Вторая часть отчёта отразила мнение ГВУ, что напряжение между культурами вышло за пределы политического уровня в сердца и умы населения. Чтобы противодействовать данной тенденции, Группа представила рекомендации в каждой из четырёх тематических областей: образование, молодежь, миграция и СМИ. Доклад завершался перечнем предложений по претворению в жизнь данных рекомендаций.
Ключевой вопрос, выделенный АЦ — Израильско-Палестинский конфликт, решение которого имеет величайшую важность.
Также в докладе изложены рекомендации по борьбе с эксклюзивизмом и экстремизмом, где «эксклюзивизм» определён как «те, кто подпитываются неприятием и объявляют себя единственными носителями истины». Таким образом, религиозные группы, настаивающие на одной конкретной истине, вплоть до исключения других религиозных доктрин, АЦ считает нежелательными. Кроме того, доклад указывает три основные глобальные группы в этой проблеме как три монотеистические религии.

## Структура и управление
Высокий представитель «Альянса цивилизаций» — титул основной руководящей должности АЦ, которая исполняет функции политического координатора и главного спикера, а также совещается напрямую с Генеральным секретарём ООН. В апреле 2007 года Генеральный секретарь ООН Пан Ги Мун назначил на этот пост Жорже Сампайю, бывшего Президента Португалии.
Секретариат «Альянса цивилизаций» оказывает помощь Высокому представителю и исполняет развивающие функций АЦ. Офисы Альянса располагаются в штаб-квартире ООН в Нью-Йорке.

## Текущая деятельность

### План действий
В мае 2007 года АЦ выпустил «План действий на 2007—2009 гг.», построенный на том, что деятельность АЦ не будет заменять или воспроизводить любые из существующих планов или политических направлений. Напротив, АЦ будет выполнять свои задачи преимущественно через партнёрские связи между различными уже существующими группами, а также через проекты в сферах молодёжи, образовании, СМИ и миграции.
Ядро шестнадцатистраничного документа состоит из двух частей. Первая часть, напрямую опирающаяся на доклад ГВУ 2006 года, описывает стратегическую и структурную основу АЦ. Включены планы по организации ежегодно проводимого в различных местах форума Альянса Цивилизаций, «Группы друзей», состоящей из представителей государств и международных организаций, а также послов в АЦ, назначаемых Генеральным секретарём ООН. Финансирование будет производиться на основе добровольного целевого фонда при поддержке различных международных организаций.
Вторая часть плана призывает к действиям по формированию офиса Секретариата к лету 2007 года, и реализации директив, обозначенных в первой части документа. Среднесрочный пересмотр плана действий намечен на 2008 год. Первый список полномочных представителей будет представлен к концу 2007 года, а первый ежегодный форум АЦ пройдёт 15-16 января 2008 года в Испании, и будет посвящён молодёжи. АЦ создаст механизм быстрого реагирования в сфере массмедиа для вмешательства в эскалации напряженности в мире.
Планы обсуждались с Генеральным секретарём ООН Пан Ги Муном 14 июня 2007 года.
24 июня в Нью-Йорке на праздновании 800-й годовщины дня рождения мусульманского поэта XIII века Джалаледдина Руми Пан Ги Мун выступил с речью, в которой восхищался учениями поэта, созвучными с целями АЦ.

### Форум 2008 года
Первый форум Альянса цивилизаций был проведён 15-16 января 2008 года в столице Испании, Мадриде. Его посетили более 900 участников от 89 официальных делегаций из 78 стран.
Среди результатов было объявление ряда инициатив, касающихся медийных, образовательных и других программ для продвижения целей АЦ в разных странах, подписание Меморандума понимания с ЮНЕСКО, Лигой арабских государств, Исламской организацией по вопросам образования, науки и культуры (ИСЕСКО), Арабской организацией по образованию, культуре и науке (АЛЕКСО) и «Объединенные города и местные правительства» (UCLG), а также Письма о намерениях с Советом Европы.

### Форум 2009 года
Второй форум Альянса цивилизаций прошёл 6-7 апреля 2009 года в столице Турции, Стамбуле.
Президент США, Барак Обама, посещавший в тот день Стамбул, изначально должен был посетить второй день собрания, но вместо этого нанёс неожиданный визит войсковым частям США в Ираке.

### Последующие форумы Альянса цивилизаций:[2]
- 28 — 29 мая 2010 г. Рио-де-Жанейро, Бразилия
- 11 — 13 декабря 2011 г. Доха, Катар
- 27 — 28 февраля 2013 г. Вена, Австрия
- 29 — 30 августа 2014 г. Бали, Индонезия
- 25 — 27 апреля 2016 г. Баку, Азербайджан
- 19 — 20 ноября 2018 г. Нью-Йорк, США

## Признание
Альянс был представлен к награде «Диалог Цивилизаций», которая была вручена премьер-министру Испании Хосе Луису Родригесу Сапатеро и премьер-министру Турции Реджепу Тайипу Эрдогану фондом Руми и Исследовательским центром мира и безопасности университета Джорджтауна.